# Claude Blanchard (journaliste)
Pour les articles homonymes, voir Claude Blanchard.
Claude Blanchard (1896-1945), est un résistant et journaliste français, lauréat du prix Albert-Londres de la presse écrite en 1935, qui fut correspondant de guerre auprès de l'armée anglaise en 1939  et travaillait pour le quotidien Défense de la France devenu ensuite le 17 avril 1945 France-Soir, l'année où il est mort dans un accident d'avion, en Méditerranée. Il a donné son nom au Prix Claude Blanchard.

## Biographie
Claude Blanchard, d'abord reporter pour "Le Crapouillot" et"Voilà", puis au Petit Parisien et à Paris-Soir a été lauréat du prix Albert-Londres de la presse écrite en 1935. Il fut correspondant de guerre auprès de l'armée anglaise en 1939  puis a rejoint la Résistance dans le mouvement de Philippe Viannay, Défense de la France, qui diffuse clandestinement le journal éponyme, le plus diffusé de la Résistance intérieure française.
Claude Blanchard est mort le 19 septembre 1945 dans un accident d'aviation, en Méditerranée, alors qu'il revenait de Russie où il avait effectué un reportage. Il avait pris place à bord de l'avion censé assurer un trafic régulier entre la Russie et la Grèce qui s'est englouti au premier vol.Trois mois et demi après son décès, son second livre, "Dames de cœurs", a été publi aux Editions du Pré aux clercs.
Son nom a été donné au Prix Claude Blanchard, fondé par le journal France-Soir en souvenir de son reporter. Destiné à couronner un jeune journaliste français pour une enquête ou un reportage, ce prix a été fondé en avril 1946, appelé "Grand prix du reportage". Parmi les premiers lauréats, Pierre Doublet en 1946 et l'année suivante François-Jean Armorin, lui aussi décédé dans un accident d'avion le 12 juin 1950 à Bahreïn.

## Livres publiés
- Du Kremlin au Vatican : l'Europe en avion, Éditions Baudinière en 1928
- Dames de cœurs, Éditions Le Pré aux clercs en 1946